# 미트라
미트라 (인도이란조어: *mitrás)는 리그베다의 미트라와 아베스타어의 미트라 (조로아스터교)보다 앞선 인도이란 신격의 이름이다.
이러한 확립된 신들의 이름과 일부 특징은 이후 다른 인물들에게 영향을 미쳤다.
- 미륵, 산스크리트어 미트라에서 브르디 파생된 형태이며, 불교 전통의 보살이다.
- 라틴어 미트라스는 1세기 로마 미트라교의 주신으로, 그 이름은 그리스어와 일부 아나톨리아 중간어를 거쳐 아베스타어 신명에서 파생되었다.
- 헬레니즘 시대 소아시아에서 아베스타어 미트라가 다양한 지역 및 그리스 인물들과 혼합되어 아폴론-헬리오스-미트라 (조로아스터교)-헤르메스-스틸본의 여러 변형이 생겨났다.
- 중기 이란어에서는 아베스타어 신명이 (다른 중기 이란어 형태들 중에서도) 소그드어 미시, 팔라비어와 파르티아어 미흐르, 그리고 박트리아어 미우로(/미흐루/)로 진화했다. 아베스타어 미트라 외에도 이러한 파생된 이름들은 그리스-박트리아어 미트로, 미이로, 미오로, 미우로에도 사용되었다.
- 이란 마니교도의 "첫 번째 사자"인 미트라.[a]

## 인도 종교 경전
베다 산스크리트어 미트라와 아베스타어 미트라는 모두 인도-이란 공통 명사 *mitra-에서 파생되었으며, 일반적으로 "계약, 조약, 합의, 약속"을 의미하는 것으로 재구성된다. 이 의미는 아베스타어 miθra "계약"에 보존되어 있다. 산스크리트어와 현대 인도아리아어군에서는 mitra가 "친구", 즉 인간 유대와 동맹의 한 측면을 의미한다.
인도-이란 재구성은 크리스티안 바르톨로메에게 귀속되며, 이후 A. 메이예(1907)에 의해 "교환하다"라는 원시 인도유럽어족 어근 *mey-에서 파생되었다는 제안으로 정교화되었다.
대안적인 파생설은 *meh "측정하다"(그레이 1929)이다. 포코르니(IEW 1959)는 메이예의 *mei를 "묶다"로 정교화했다. 어근 *mei와 "도구 접미사" -tra- "무엇을 [야기하는]..." (또한 man-tra-, "생각하게 하는 것"에서도 발견됨)를 결합하면 문자 그대로 "묶는 것"을 의미하며, 따라서 "계약, 조약, 합의, 약속, 맹세" 등을 의미한다. 포코르니의 해석은 또한 라틴어 moenia "성벽, 요새"와 반대어 형태인 고대 영어 (ge)maere "경계, 경계표"에서 발견될 수 있는 "고정시키다, 강화하다"를 지지한다.
그러나 메이예와 포코르니의 "계약"은 비판자들을 가지고 있었다. 렌츠(1964, 1970)는 그렇게 고귀한 신격에 대한 추상적인 "계약"을 받아들이기를 거부하고 더 종교적인 "경건"을 선호했다. 오늘날 산스크리트어 미트라가 "친구"를 의미하고 신페르시아어 미흐르가 "사랑" 또는 "우정"을 의미하기 때문에, 곤다(1972, 1973)는 베다의 의미가 "친구, 우정"이지 "계약"이 아니라고 주장했다.
메이예의 분석은 또한 인도-이란 공통 명사 *mitra-가 빛이나 태양과 관련이 있다는 이전 해석을 "수정"했다. H. 롬멜이 그러한 연관성이 젊은 아베스타(기원전 6세기 이후)에서 암시된다고 제안했을 때, 그 또한 결정적으로 기각되었다. 오늘날 "(비록 Miθra가 아베스타에서 태양과 밀접하게 연관되어 있지만, 그는 태양이 아니며) 베다 미트라도 아니다"라는 것이 확실하다.
고대 페르시아어 Miθra  또는 Miθra  – 모두 기원전 4세기 아르타크세르크세스 2세와 3세의 비문 몇 군데에서만 확인되는데 – "일반적으로 아베스타어에서 차용한 것으로 인정된다"는 것으로, 원래 고대 페르시아어 형태는 *Miça로 재구성된다. (켄트는 처음에는 산스크리트어를 제안했지만 나중에 마음을 바꾸었다). 중기 이란어 myhr (파르티아어, 살아있는 아르메니아어 사용에서도)와 mihr (중기 페르시아어)는 아베스타어 Mithra에서 파생된다.
그리스/라틴어 "미트라스"는 그리스-로마 미트라교 숭배의 중심 신이며, 호격 미트라의 주격 형태이다. "계약" 또는 "언약"이라는 원래 아베스타어 의미(그리고 사산조 이후 중기 페르시아어 텍스트에서도 여전히 명백한)와 대조적으로, 그리스-로마 미트라교도들은 이 이름이 "중재자"를 의미한다고 생각했을 것이다. 플루타르코스의 1세기 이원론적 신학 논의, 이시스와 오시리스(46.7)에서 그리스 역사가 플루타르코스는 조로아스터교 요약에서 이 이름에 대한 다음과 같은 설명을 제공한다: 미트라는 "선한 호로마제스와 악한 아레마니우스" 사이의 메소폰("중간에")이다. "[...] 이것이 페르시아인이 중재자를 미트라라고 부르는 이유이다." 제너는 이 잘못된 어원을 현재는 소멸된 조로아스터교 분파인 주르반주의에서 미트라(와 태양)가 수행했던 역할에 기인한다고 본다.

## 인도 미트라
베다 미트라는 리그베다 찬가 2권 1장에 묘사된 대로 바루나와 연결된 리그베다의 저명한 신이며, 르타의 수호자이다. 바루나와 함께 그는 후기 베다 텍스트에서도 태양신 집단인 아디트야에 속했다. 베다 미트라는 정직, 우정, 계약 및 만남의 수호신이다.
인도아리아 미트라의 최초 현존 기록은 기원전 1400년경 히타이트와 미탄니 간의 새겨진 평화 조약에 mi-it-ra-의 형태로 나타난다. 미트라는 거기서 네 명의 다른 인도 신들과 함께 조약의 증인과 수호자로 나타난다.

## 이란 미트라

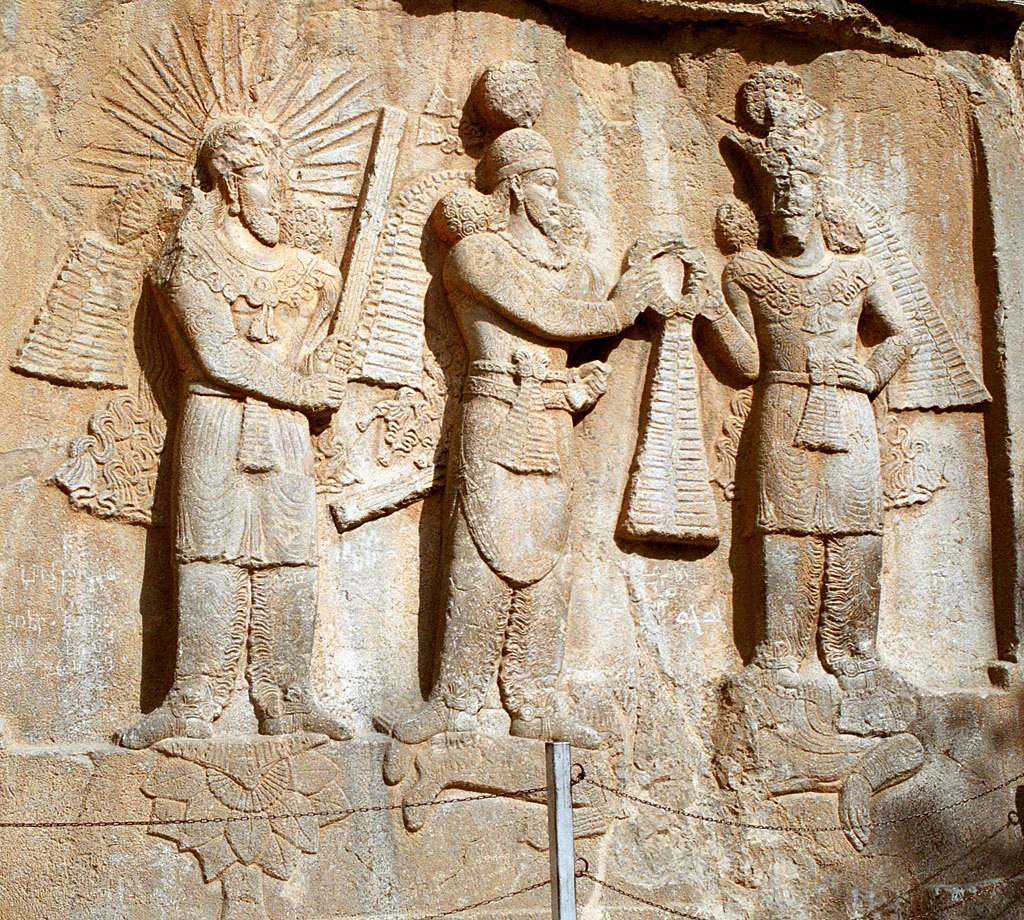
이란 서부 타크 보스탄의 4세기 아르다시르 2세 즉위 부조에 있는 미트라 (조로아스터교) (왼쪽).

조로아스터교에서 미트라는 "진실" 또는 "올바른 것"인 아샤/아르타의 수호자들인 아후라 삼위일체의 구성원이다. 미트라의 표준 호칭은 "넓은 목초지의"이며, 편재성을 암시한다. 미트라는 "진실을 말하고, [...] 천 개의 귀를 가졌고, [...] 만 개의 눈을 가졌고, 높고, 완전한 지식을 가졌으며, 강하고, 잠들지 않고, 항상 깨어 있다." (야슈트 10.7). 계약의 수호자로서 미트라는 우정과 사랑과 같은 대인 관계의 모든 측면을 보호하고 지키는 역할도 한다.
진실의 수호자로서의 지위와 관련하여, 미트라는 약속을 어기거나 의롭지 않은(아르타반) 개인이 낙원에 들어가지 못하도록 하는 심판자(라투)이다. 인도-이란 전통에서도 미트라는 태양(의 신격)과 연관되어 있지만, 원래는 그것과 구별된다. 미트라는 지식의 본질인 여성 야자타 아레드비 수라 아나히타와 밀접하게 연관되어 있다.

## 콤마게네의 미트라

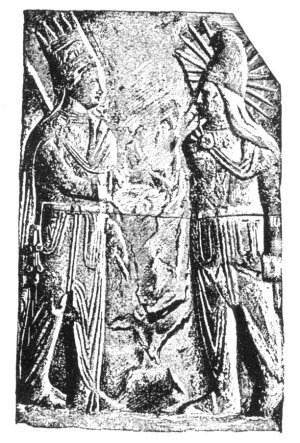
현재 터키 동부에 있는 넴루트산에서 발견된 기원전 1세기 안티오코스 1세 테오스와 함께 있는 프리기아 모자를 쓰고 태양광선을 띠고 있는 미트라스-헬리오스

콤마게네 왕국 기념비에 언급된 신 미트라가 있다. 고고학자 마르텐 베르마세렌에 따르면, 기원전 1세기 콤마게네의 증거는 "미트라스에 대한 경외심"을 보여주지만 "신비"를 언급하지는 않는다.
안티오코스 1세 (기원전 69–34년)가 넴루트산에 세운 거대한 조각상에서, 미트라스는 수염이 없고 프리기아 모자를 쓰고 있으며,
원래는 다른 신들과 왕 자신과 함께 왕좌에 앉아 있었다.
왕좌 뒤에는 그리스어 비문이 있는데, 여기에는 속격(Ἀπόλλωνος Μίθρου Ἡλίου)으로 아폴론-미트라스-헬리오스라는 이름이 포함되어 있다.
베르마세렌은 또한 기원전 3세기 파이윰의 미트라스 숭배에 대해서도 보고한다.
R.D. 바넷은 미탄니의 사우사타르 왕의  기원전 1450년c. 왕실 인장이 토럭터니 미트라스를 묘사한다고 주장했다.

## 불교 미륵
미륵은 때때로 왕좌에 앉은 모습으로 표현되며, 대승 불교와 비대승 불교 모두에서 숭배된다. 일부에서는 미륵에 대한 영감이 고대 이란 신 미트라에서 왔을 수도 있다고 추측한다. 두 인물 간의 주요 비교는 이름의 유사성인 것으로 보인다. 티엘레(1917)에 따르면 "조로아스터교의 사오샨트 또는 다가올 구원자 예언자 교리를 연구한 사람이라면 누구든지 그들이 미래의 미륵과 유사하다는 것을 알 수 있을 것이다."
폴 윌리엄스는 사오샨트와 같은 일부 조로아스터교 사상이 미륵에 대한 믿음에 영향을 미쳤다고 주장하는데, 예를 들어 하늘의 조력자에 대한 기대, 긍정적인 의로움을 선택해야 할 필요성, 미래의 천년왕국, 그리고 보편적 구원 등이 있다. 가능한 반론은 이러한 특징들이 조로아스터교에만 있는 것이 아니며, 반드시 미륵에 대한 믿음의 특징도 아니라는 것이다.

## 그리스-로마 미트라스

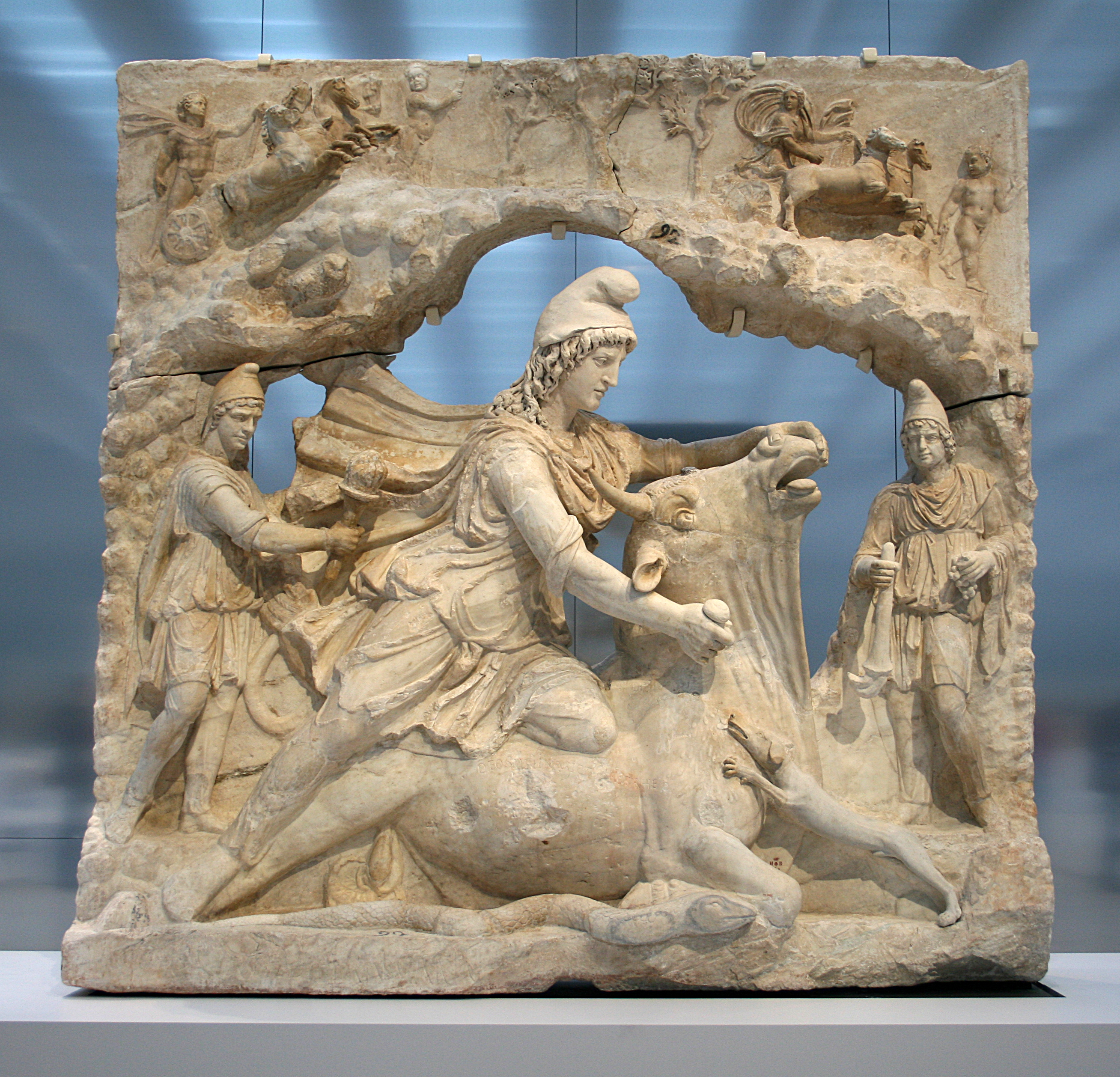
토럭터니 장면의 로마 미트라스 부조

미트라라는 이름은 그리스인과 로마인에 의해 미트라교의 주신인 미트라스로 채택되었다. 처음에는 그리스인에 의해 태양신 헬리오스와 동일시되었지만, 혼합주의적 미트라-헬리오스는 기원전 2세기경, 아마도 페르가몬에서 미트라스라는 신으로 변형되었다. 이 새로운 숭배는 기원전 1세기경 로마로 전해져 로마 제국 전역으로 퍼져나갔다. 로마 군인들 사이에서 인기가 많았던 미트라교는 북쪽으로는 하드리아누스 방벽과 게르만 리메스까지 퍼져나갔다.

### 설명주
1. ↑  "이란 마니교도들은 조로아스터교 신 미트라(아베스타어 Miθra; 중기 페르시아어 Mihr)의 이름을 채택하여 자신들의 신들 중 하나를 지칭하는 데 사용했다. [...] 이 이름은 중기 페르시아어에서는 미흐르(myhr, 고대 페르시아어 *미차-와는 무관), 파르티아어에서는 미흐르(myhr), 소그드어에서는 미시(myšyy; 순데르만, 1979a, 10쪽, 3/11.2항)로 나타난다. 그러나 mytr, mytrg라는 철자는 미트라 이름의 변형이 아니라 미륵을 나타낸다."[1]
2. ↑  
기원전 첫 수십 년의 다른 초기 증거는 신비를 언급하지 않고 미트라스에 대한 경외심만을 언급한다. 인용될 수 있는 예로는 넴루트산에 있는 콤마게네의 안티오코스 1세 왕과 오론테스 강의 아르사메이아에 있는 그의 아버지 미트리다테스의 무덤 비문이 있다. 두 왕 모두 거대한 테라스에 조상신들을 기리기 위해 다수의 거대한 좌상들을 세웠다. 넴루트에서는 안티오코스 왕(기원전 69–34년)을 그들 가운데서 발견할 수 있으며, 비문에는 미트라스가 언급되어 있다...[9]
3. ↑  
베르마세렌에 따르면, 기원전 3세기 파이윰에는 미트라스 숭배가 있었고, 페타초니에 따르면 아이온의 모습은 이집트에서 그 도상학적 기원을 가지고 있다.[14]
4. ↑  
나는 이 형상들, 또는 그 중 일부를 미탄니 사우사타르 왕(기원전 1450년경 쿠르티와자의 증조할아버지)의 놀라운 왕실 인장의 흔적에서 보았다. 이는 우리가 가진 유일한 미탄니 왕실 인장이다. ... 미트라 토럭터노스 – 소를 처치하기 위해 무릎을 꿇은 특징적인 모습. 심지어 그 아래에 개와 뱀도 볼 수 있다. ... 그 아래에는 별이 표시된 쌍둥이 형상이 각각 사자와 싸우고 있다. ... 사자와 까마귀 사이에 날개 달린 원반 아래에 날개 달린 인간 머리 사자가 서 있다, ...[15]

### 참조주
1. ↑  Sundermann, Werner (2002). 〈Mithra; iii. in Manichaeism〉. 《Encyclopedia Iranica》.
2. 1 2 3  Schmidt, Hans-Peter (2006), 〈Mithra i: Mithra in Old Indian and Mithra in Old Iranian〉, 《Encyclopaedia Iranica》, New York: iranica.com (2011년 4월 접속)
3. ↑  Lommel, Herman (1970), 〈Die Sonne das Schlechteste?〉,   Schlerath, Bernfried, 《Zarathustra》, Darmstadt: Wissenschaftliche Buchgesellschaft, 360–376쪽
4. ↑  Gershevitch, Ilya (1975), 〈Die Sonne das Beste〉,   Hinnells, John R., 《Mithraic Studies: Proceedings of the First International Congress of Mithraic Studies.》 1, Manchester: UP/Rowman & Littlefield, 68–89쪽
5. 1 2  Ware, James R.; Kent, Roland G. (1924), “The Old Persian Cuneiform Inscriptions of Artaxerxes II and Artaxerxes III”, 《Transactions and Proceedings of the American Philological Association》 (The Johns Hopkins University Press) 55: 52–61, doi:10.2307/283007, JSTOR 283007 55쪽.
6. ↑  Kent, Ronald G. (1953), 《Old Persian: Grammar, Lexicon, Texts》 2판, New Haven: American Oriental Society, §78/p. 31b
7. ↑  Zaehner, Richard Charles (1955), 《Zurvan, a Zoroastrian dilemma》, Oxford: Clarendon 101–102쪽.
8. ↑  Thieme, Paul (1960), “The 'Aryan' Gods of the Mitanni Treaties”, 《Journal of the American Oriental Society》 80 (4): 301–317, doi:10.2307/595878, JSTOR 595878. 301–317쪽.
9. 1 2  
Vermaseren, M.J. (1963). 《Mithras: The secret god》. London, UK: Chatto and Windus. 29쪽.
10. ↑  
Hopfe, Lewis M. (1994). 〈Archaeological indications on the origins of Roman Mithraism〉.   Hopfe, Lewis M. 《Uncovering Ancient Stones: Essays in memory of H. Neil Richardson》. Eisenbrauns. 147–158, esp. 156쪽.
11. ↑  
Vermaseren, Maarten Jozef, 편집. (1956). 《Corpus inscriptionum et monumentorum religionis mithriacae》. The Hague: Martinus Nijhoff. CIMRM 29. Head of a beardless Mithras in Phrygian cap, point of which is missing.
12. ↑  
Vermaseren, Maarten Jozef (1956). 《Corpus Inscriptionum et Monumentorum Religionis Mithriacae》. The Hague: Martinus Nijhoff. CIMRM 28. The gods are represented in a sitting position on a throne and are: Apollo-Mithras (see below); Tyche-Commagene; Zeus-Ahura-Mazda; Antiochus himself and finally Ares-Artagnes.
13. ↑  
Vermaseren, Maarten Jozef (1956). 《Corpus Inscriptionum et Monumentorum Religionis Mithriacae》. The Hague: Martinus Nijhoff. CIMRM 32, verse 55.
14. 1 2  
Barnett, R.D. (1975).  Hinnells, John R., 편집. 《Mithraic Studies》. First International Congress of Mithraic Studies. Manchester, UK: Manchester University Press ND. 467 ff쪽.
15. 1 2  
Barnett, R.D. (1975).  Hinnells, John R., 편집. 《Mithraic Studies》. First International Congress of Mithraic Studies. Manchester, UK: Manchester University Press ND. 467–468쪽.
16. ↑  Tiele, C.P. (1917). 《The Religion of the Iranian Peoples》. 번역 Nariman, G.K. Bombay: The Parsi Publishing Co. 159쪽.